# Mads Mikkelsen
Mads Dittmann Mikkelsen (Copenhague, 22 de noviembre de 1965) es un actor, gimnasta y bailarín danés. Saltó a la fama en su natal Dinamarca como actor por sus papeles como Tonny en las dos primeras películas de la trilogía cinematográfica Pusher (1996, 2004), el sargento detective Allan Fischer en la serie de televisión Rejseholdet (2000–2004). Niels en Open Hearts (2002), Svend en The Green Butchers (2003), Ivan en Adam's Apples (2005), Jacob Petersen en After the Wedding (2006), Hannibal Lecter en Hannibal (2013) y Jürgen Voller en Indiana Jones and the Dial of Destiny (2023).

## Biografía
Después de estudiar en la escuela de teatro de Århus, hizo su debut en la película Pusher (1996). Fue protagonista en varias películas danesas como Blinkende Lygter, De Grønne Slagtere, su película debut Pusher y Pusher II. El papel por el que se hizo conocido en su tierra natal fue el de un policía en la serie de televisión danesa Rejseholdet. En 2003 protagonizó la película Te quiero para siempre (Open Hearts). Al año siguiente, en 2004, dio el salto al cine estadounidense con la película El rey Arturo producida por Jerry Bruckheimer. En 2006 interpretó al villano Le Chiffre en la película de James Bond Casino Royale. Posteriormente, protagonizó Las manzanas de Adam (2005), Después de la boda y Prag (2006).
En 2008 interpretó a Jørgen Haagen Schmith en la película Flame y Citrón y al compositor Ígor Stravinsky en Chanel & Stravinsky en 2009. Ese mismo año, protagonizó Valhalla Rising de Nicolas Winding Refn. En 2010, se unió al reparto de Furia de titanes de Louis Leterrier. En 2011 apareció como el villano en la película Los tres mosqueteros, de Paul W.S. Anderson.
En 2012 llegó uno de sus trabajos más brillantes con la película Jagten de Thomas Vinterberg, nominada en los Oscar a mejor película de habla no inglesa. Su interpretación le valió el premio al mejor actor en el Festival de Cannes. En 2013, protagonizó un drama de época basado en hechos reales, Un asunto real, dirigida por Nikolaj Arcel y coescrita por Lars von Trier. Fue nominada a mejor película de habla no inglesa en los Globos de Oro y Oscar, representando a Dinamarca. En este rol demuestra una vez, al igual que en la película anterior, uno de los mejores papeles de su carrera. Ese mismo año, protagonizó Michael Kohlhaas, trabajo por el que fue nominado como mejor actor en los Premios César, y Charlie Countryman.
Entre 2013 y 2015 protagonizó la serie de televisión de NBC Hannibal, como el Dr. Hannibal Lecter junto al actor Hugh Dancy como el agente especial del FBI Will Graham, experto en realizar perfiles de asesinos en serie.
En 2016 apareció en el trailer de Death Stranding y se confirmó que formará parte del elenco junto a Norman Reedus y Guillermo del Toro, siendo Mikkelsen el antagonista de la nueva obra a estrenar del diseñador nipón Hideo Kojima. También ese mismo año, participó con papeles importantes en dos superproducciones hollywoodienses, Doctor Strange y el spin-off de Star Wars, Rogue One: una historia de Star Wars.
A mediados de 2017 se confirmó que participará en la adaptación al cine de Chaos Walking, junto a Tom Holland y Daisy Ridley, prevista para estrenarse en 2019 y podría ser la primera parte de una trilogía. En 2018 protagonizó el filme Artic donde encarna a un aviador que se accidenta en el ártico, Mikkelsen declaró que este film es hasta ahora el papel más difícil que ha hecho en su carrera. En 2020 recibió la Concha de Plata al mejor actor en el Festival de San Sebastián por la película Druk de Thomas Vinterberg.
En 2023 protagonizó el film danés «La tierra prometida» («Bastarden»).
Durante el Fanmeet en la RDC6, Mads Mikkelsen anunció su participación como protagonista en un nuevo proyecto bajo la dirección de Brian Fuller. Esta noticia fue excepcionalmente bien recibida por el público, particularmente los fans de la serie Hannibal, ya que marcaba una nueva colaboración del director y el actor.

## Vida personal
Desde 2000 está casado con la coreógrafa Hanne Jacobsen, con quien convivía desde 1987. Tienen dos hijos: Viola (nacida en diciembre de 1991) y Carl (nacido en julio de 1997). En 2023 se convirtió en abuelo de su primera nieta, una niña llamada María.

## Filmografía

### Cine
| Año  | Título                                                      | Papel                      | Notas         |
| ---- | ----------------------------------------------------------- | -------------------------- | ------------- |
| 1996 | Café Hector                                                 | Anders                     | Cortometraje  |
| 1996 | Blomsterfangen                                              | Max                        |               |
| 1996 | Pusher                                                      | Tonny                      |               |
| 1998 | Vildspor                                                    | Jimmy                      |               |
| 1998 | Nattens engel                                               | Ronnie                     |               |
| 1999 | Tom Merritt                                                 | Elmer Karr                 | Cortometraje  |
| 1999 | Bleeder                                                     | Lenny                      |               |
| 2000 | Blinkende lygter                                            | Arne                       |               |
| 2001 | Monas verden                                                | Casper                     |               |
| 2001 | Monsters, Inc.                                              | Randall Boggs (voz)        | Doblaje danés |
| 2001 | En kort en lang                                             | Jacob                      |               |
| 2002 | I Am Dina                                                   | Niels                      |               |
| 2002 | Open Hearts                                                 | Niels                      |               |
| 2002 | Wilbur Wants to Kill Himself                                | Horst                      |               |
| 2003 | Nu                                                          | Jakob (joven)              | Cortometraje  |
| 2003 | Dykkerdrengen                                               | Far                        | Cortometraje  |
| 2003 | De grønne slagtere                                          | Svend                      |               |
| 2003 | Torremolinos 73                                             | Magnus                     |               |
| 2004 | El rey Arturo: La verdadera historia que inspiró la leyenda | Tristán                    |               |
| 2004 | Pusher II                                                   | Tonny                      |               |
| 2005 | Adam æbler                                                  | Ivan                       |               |
| 2006 | Después de la boda                                          | Jacob Petersen             |               |
| 2006 | Prag                                                        | Christoffer                |               |
| 2006 | Exit                                                        | Thomas Skepphult           |               |
| 2006 | Cars                                                        | Chick Hicks (voz)          | Doblaje danés |
| 2006 | Casino Royale                                               | Le Chiffre                 |               |
| 2008 | Flame y Citrón                                              | Citronen                   |               |
| 2009 | Coco Chanel & Igor Stravinsky                               | Igor Stravinsky            |               |
| 2009 | Valhalla Rising                                             | Tuerto                     |               |
| 2009 | Die Tür                                                     | David Andernach            |               |
| 2010 | Clash of the Titans                                         | Draco                      |               |
| 2010 | Muumi ja punainen pyrstötähti                               | Sniff (voz)                |               |
| 2011 | The Three Musketeers                                        | Rochefort                  |               |
| 2012 | Un asunto real                                              | Johann Friedrich Struensee |               |
| 2012 | Move On                                                     | Mark                       |               |
| 2012 | Jagten                                                      | Lucas                      |               |
| 2013 | Charlie Countryman                                          | Nigel                      |               |
| 2013 | Michael Kohlhaas                                            | Michael Kohlhaas           |               |
| 2014 | The Salvation                                               | John                       |               |
| 2015 | Mænd og høns                                                | Elias                      |               |
| 2016 | Doctor Strange                                              | Kaecilius                  |               |
| 2016 | Rogue One: una historia de Star Wars                        | Galen Erso                 |               |
| 2018 | Arctic                                                      | Overgård                   |               |
| 2018 | At Eternity's Gate                                          | The Priest                 |               |
| 2019 | Polar                                                       | Duncan Vizla               |               |
| 2020 | Otra ronda                                                  | Martin                     |               |
| 2020 | Retfærdighedens Ryttere                                     | Markus                     |               |
| 2021 | Chaos Walking                                               | Mayor David Prentiss       |               |
| 2022 | Animales fantásticos: Los secretos de Dumbledore            | Gellert Grindelwald        |               |
| 2023 | Indiana Jones and the Dial of Destiny                       | Jürgen Voller              |               |
| 2023 | La tierra prometida                                         | Ludvig von Kahlen          |               |
| 2024 | Mufasa: El Rey León                                         | Kiros                      |               |

### Televisión
| Año       | Título      | Papel                   | Notas        |
| --------- | ----------- | ----------------------- | ------------ |
| 2000–2003 | Rejseholdet | Allan Fisher            | 32 episodios |
| 2005      | Julie       | Padre de Julie / Harald | 5 episodios  |
| 2013–2015 | Hannibal    | Hannibal Lecter         | 39 episodios |

### Videojuegos
| Año  | Título          | Papel                  | Notas                       |
| 2025 | Hitman 3        | Le Chiffre             | Objetivo Elusivo            |
| ---- | --------------- | ---------------------- | --------------------------- |
| 2019 | Death Stranding | Clifford "Cliff" Unger | Voz y captura de movimiento |

## Premios y distinciones
Bambi Awards
| Año  | Categoría                    | Resultado |
| ---- | ---------------------------- | --------- |
| 2023 | Interpretación Internacional | Ganador   |

The Game Awards
| Año  | Categoría       | Título          | Resultado |
| ---- | --------------- | --------------- | --------- |
| 2019 | Mejor Actuación | Death Stranding | Ganador   |

Premios César
| Año  | Categoría   | Título           | Resultado |
| ---- | ----------- | ---------------- | --------- |
| 2013 | Mejor actor | Michael Kohlhaas | Nominado  |

Festival Internacional de Cine de Cannes
| Año  | Categoría   | Película   | Resultado |
| ---- | ----------- | ---------- | --------- |
| 2012 | Mejor actor | La cacería | Ganador   |

Festival Internacional de Cine de San Sebastián
| Año  | Categoría                      | Película | Resultado |
| ---- | ------------------------------ | -------- | --------- |
| 2020 | Concha de Plata al mejor actor | Druk     | Ganador   |

Premios Bodil
| Año  | Categoría            | Título               | Resultado |
| ---- | -------------------- | -------------------- | --------- |
| 2007 | Bodil al mejor actor | Praga                | Nominado  |
| 2005 | Bodil al mejor actor | Pusher II            | Ganador   |
| 2004 | Bodil al mejor actor | De grønne slagtere   | Nominado  |
| 2003 | Bodil al mejor actor | Elsker dig for evigt | Nominado  |

Premios European Film Awards
| Año  | Categoría   | Título           | Resultado |
| ---- | ----------- | ---------------- | --------- |
| 2006 | Mejor actor | Efter brylluppet | Nominado  |

Premios Fantasporto
| Año  | Categoría   | Título           | Resultado |
| ---- | ----------- | ---------------- | --------- |
| 2004 | Mejor actor | Efter brylluppet | Ganador   |

Robert Festival
| Año  | Categoría   | Título               | Resultado |
| ---- | ----------- | -------------------- | --------- |
| 2007 | Mejor actor | Efter brylluppet     | Nominado  |
| 2007 | Mejor actor | Praga                | Nominado  |
| 2006 | Mejor actor | Æbler Adams          | Nominado  |
| 2005 | Mejor actor | Pusher II            | Ganador   |
| 2003 | Mejor actor | Elsker dig for evigt | Nominado  |

Rouen Nordic Film Festival
| Año  | Categoría   | Título      | Resultado |
| ---- | ----------- | ----------- | --------- |
| 2002 | Mejor actor | Rejseholdet | Ganador   |

Premio Zulú
| Año  | Categoría              | Título                   | Resultado |
| ---- | ---------------------- | ------------------------ | --------- |
| 2003 | Mejor actor de reparto | Wilbur quiere suicidarse | Ganador   |
| 2003 | Mejor actor            | En kort en lang          | Ganador   |